# В саду осеннем астры белые
«В саду осенним астры белые» (укр. В саду осіннім айстри білі) — украинский романс. Романс считается украинской народной песней.
В 1961 году опубликован в сборнике «Украинские народные романсы» с предисловием и примечаниями украинского музыковеда, фольклориста, композитора Леопольда Ященко. Сведения об авторе слов и музыки — отсутствуют. Название и первая строка песни в сборнике звучали «В моем саду астры белые».
Немало песен-романсов литературного происхождения, авторы которых
пока неизвестны, записано впервые в советское время. Среди них
находим такие популярные песни, как "В моём саду астры белые", ...
Мы не можем определить точно время их возникновения, однако условно
относим их к современному периоду.Леопольд Ященко
Современным исполнителем романса в 2011 году является киевская группа «Родная песня» (укр. «Рідна пісня»), более ранние исполнения песни неизвестны.
Похожие варианты мелодии, по сведениям музыковеда Юрия Бирюкова, были известны ещё до Великой Отечественной войны, а затем исполнялись на концертах Государственного академического хора под управлением А. В. Свешникова в 1944—1945 годах.
В 1952 году композитором Валентином Левашовым привезена из фольклорной экспедиции по Алтайскому краю, Шипуновский район записанная от А. Бредихиной, М. Козловой, М. Степаненко, Л. Степаненко народная песня «Вот кто-то с горочки спустился» на народный напев.
В 1958 году Апрелевский завод грампластинок выпустил грампластинку с русской народной песней «Вот кто-то с горочки спустился», народная музыка в обработке композитора Бориса Терентьева.

## Текст песни
В саду осіннім айстри білі

Схилили голови в журбі…

В моєму серці гаснуть сили:

Чужою стала я тобі…

Мені сімнадцятий минало

Весною, як сади цвіли,

Я про кохання ще й не знала,

Ми тихо з сестрами жили…

Як я садила айстри білі,

То ти поміг мені полить…

З тих пір я мрію про кохання,

З тих пір душа моя болить…

Як ти проходив мимо двору,

Я задивилась на твій стан,

Стояла довго під вербою,

Поки вечірній спав туман…

Коли умру я від кохання,

То поховайте серед трав,

А ти, зірвавши айстру білу,

Згадаєш, хто тебе кохав…